# Higasi-Yamato Nunatak
Higasi-Yamato Nunatak [sic!] (japanisch 東やまとヌナターーク ‚Östliche Yamato-Nunatakker‘) sind zwei kleine Nunatakker im ostantarktischen Königin-Maud-Land. Sie ragen 40 km östlich des Königin-Fabiola-Gebirges auf.
Japanische Wissenschaftler fertigten 1975 Luftaufnahmen an und benannten sie in Anlehnung an die japanische Benennung Yamato Sanmya (japanisch やまと山脈) für das Königin-Fabiola-Gebirge.